# Pōmare I.
Pōmare I. (o. 1742. – 3. rujna 1803.) (Tu-nui-ea-i-te-atua-i-Tarahoi Vairaatoa Taina Pōmare I.) bio je prvi kralj Tahitija, osnivač dinastije Pōmare.

## Životopis
Pōmare je rođen oko 1742. godine.
Njegov je otac bio Teu Tunuieaiteatua, a majka mu se zvala Tetupaia-i-Hauiri.
Ujedinio je Tahiti, Mehetiju, Mooreu i Tetiarou u jedinstveno kraljevstvo.
Abdicirao je 1791. godine.
Imao je četiri žene te dva sina i tri kćeri, a jedna se zvala Teriinavahoroa. Ona je umrla od tuberkuloze.
Naslijedio ga je sin Pōmare II., preko kojeg je bio djed Pōmarea III. i Pōmare IV..

## Vanjske poveznice
|  | Zajednički poslužitelj ima još gradiva o temi Pōmare I. |